# Thereuodon
Thereuodon — це рід вимерлих ссавців, відомих з ранньої крейди південної Англії, Марокко та Франції. Типовий вид, названий Деніз Сігоньо-Расселл у 1989 році для зубів з найдавнішої крейдяної формації Ксар Метлілі в Марокко, — Thereuodon dahmani, тоді як згаданий вид, названий Сігоньо-Расселом і Полом Енсомом для зубів з формації Лулворт в Англії, — Thereuodon taraktes. Рід Thereuodon є єдиним таксоном родини симетродонтів Thereuodontidae, який може бути тісно пов'язаним із Spalacotheriidae.